# Elornis
Elornis je izumrli prapovijesni rod ptica iz porodice plamenaca. U evidenciji fosila postoji samo vrsta  Elornis anglicus. Fosili potječu iz geološkog razdoblja kasnog eocena.